# Ermita de Sant Quirze w Lloret de Mar
Ermita de Sant Quirze – kaplica (nazywana eremem) leżąca na północy Lloret de Mar, w pobliżu cmentarza, około kilometra od centrum miasta. Od 2011 wynajmowana przez Rosyjski Kościół Prawosławny.

## Historia
Znaleziska archeologiczne wskazują na możliwość istnienia w tym miejscu kościołów z VI i IX wieku. Z kolei legendy wiążą powstanie kaplicy z postacią Karola Wielkiego. Na ich podstawie wysuwane są hipotezy, że pierwotna świątynia mogła powstać między VII a VIII wiekiem i być poświęcona Trzem Królom, a następnie zniszczona w czasie wojny z Arabami w IX wieku i przebudowana w wieku następnym. Wybór ostatecznego patrona, świętego Cyryka, legendy wiążą z dwoma wydarzeniami. W jednej wersji w miejscu tym zwycięstwo odnieść miał rzymski chrześcijański wódz Quiricus. Według innej, Quirze to imię ziemianina, który ufundował dziesiątowieczną odbudowę świątyni.
Pierwsza wzmianka w dokumentach pojawia się w akcie poświęcenia kościoła i parafii św. Romana w Lloret, gdzie kościół przywołany jest w postaci A meridie parte similiter terminatur in parrochia Sti. Ioannis in valle marina et sic vadit per ecclesiam Sti. Chirici. W związku z tym, mimo że oficjalnie parafię tę powołano w 1079, istnieją przypuszczenia, że kościół św. Cyryka pełnił funkcję ośrodka parafialnego już wcześniej i jest najstarszą budowlą religijną w mieście. W kolejnych wiekach kaplica była ponownie niszczona i odnawiana. Wśród najeźdźców mających ją niszczyć wymieniani są Genueńczycy w XIV wieku. W dokumentach z 1558 opisana jest jako opuszczona i pozbawiona drzwi. W 1654 na nowo ją otynkowano, a w 1676 umieszczono nowe drzwi. W XVIII wieku kaplica została gruntownie przebudowana. W 1731 poświęcono nowy ołtarz.
W 1935 Adrià Gual wykonał sgraffito na fasadzie, odnowione w latach 70. XX wieku. Poczynając od wojny domowej, w XX wieku kaplicę również kilkukrotnie plądrowano, przez co utraciła barokowe wyposażenie. W 1986 została uznana przez władze miasta za zabytek. Próby znalezienia funduszy na odnowienie świątyni podjęte pod koniec XX wieku przez prywatnych właścicieli nie udały się i ostatecznie w czerwcu 2011 wynajęto ją Rosyjskiemu Kościołowi Prawosławnemu, który kilka miesięcy wcześniej założył w Lloret de Mar parafię Świętych Męczenników Cyryka i Julity w Lloret de Mar podległą eparchii chersoneskiej. Od tego czasu kaplica służy jako cerkiew dla prawosławnych mieszkańców miasta i licznych w tym kurorcie prawosławnych turystów. Początkowo obsługiwana była przez księży z parafii Zwiastowania w Barcelonie.

## Architektura

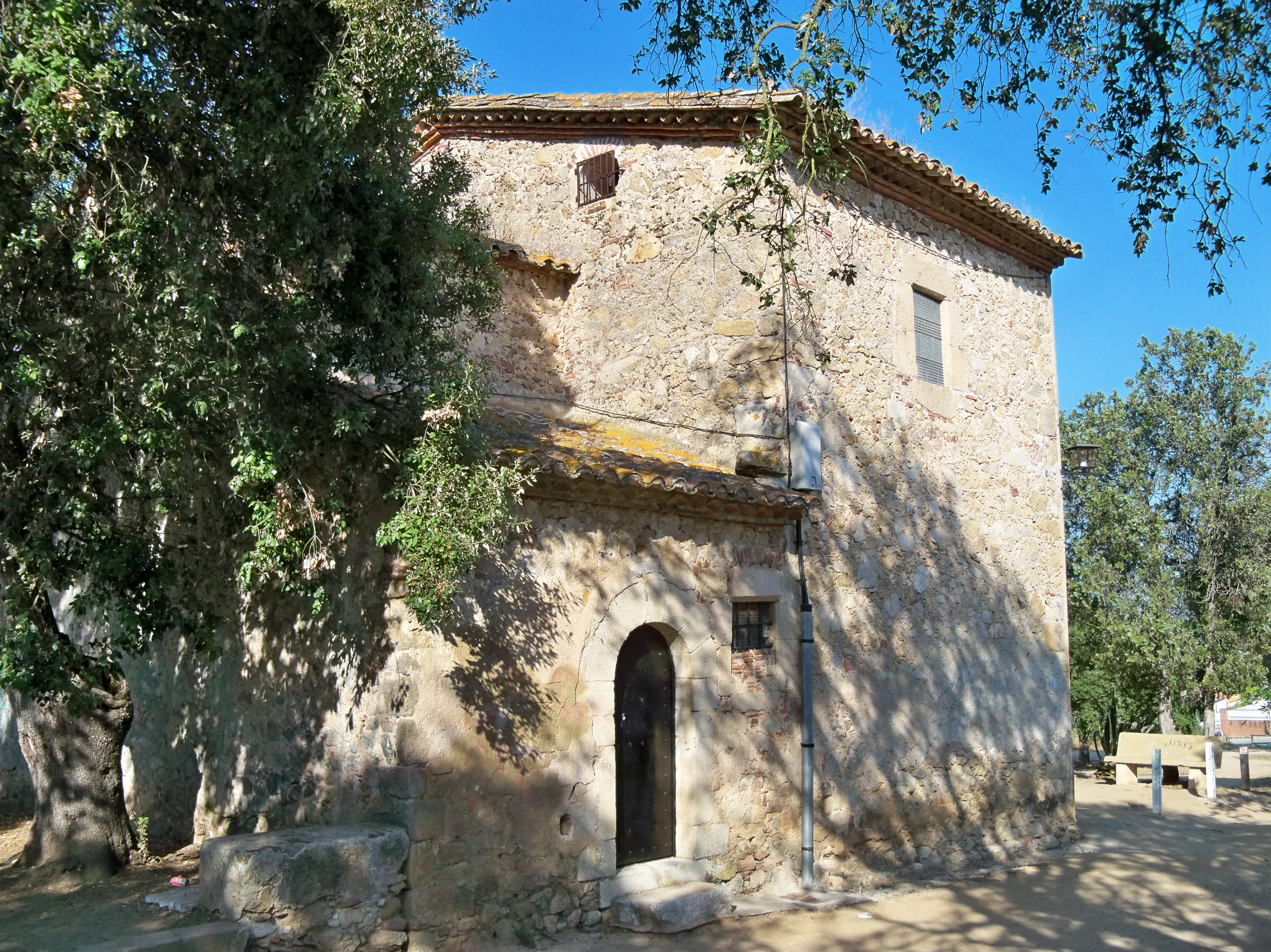
Tylna część kaplicy z pomnikowym dębem

Współczesna (od XVIII wieku) kaplica jest dwuczęściowa. Ma dwuspadowy dach i plan bliski kwadratowi o długości boku ok. 10,5 m. Wcześniej miała kształt prostokąta o bokach 10 m długości i 4,5 m szerokości. Pozostałości średniowiecznej kaplicy tworzą zachodnią część budowli z ołtarzem i zakrystiami, a główną jej część tworzy dobudówka. Na fasadzie znajduje się sgraffito z motywami roślinnymi w wazonach i girlandach. Po obu stronach masywnych drzwi o wysokości ok. 3 m znajdują się okna, a nad drzwiami większe okno. Wszystkie trzy są kwadratowe. Na szczycie fasady znajduje się sygnaturka. Z tyłu znajdują się mniejsze drzwi. W zachodniej części murów znajdują się pozostałości po dawnych łukach.
Przy tylnej części kaplicy rośnie okazały dąb ostrolistny.